# Ceyhan Coşkunsu
Ceyhan Coşkunsu (* 14. Mai 2002) ist eine türkische Handballspielerin. Sie ist türkische Nationalspielerin im Beachhandball.

## Hallenhandball
Coşkunsu spielt als Torhüterin Araç Belediyesi Spor Kulübü in Kastamonu, für den sie schon seit dem Alter von 13 Jahren aufläuft. Sie wechselte dorthin aus Çorum. Als sie zum Verein kam, spielte er noch in der zweiten türkischen Liga, stieg in der Zeit in die erste Liga (Süper Lig) auf und wurde 2020 Vizemeisterin.
Coşkunsu spielte 2017 beim U17-Ersatzturnier für Nicht-EM-Teilnehmer in Klaipėda, Litauen, und wurde dort mit der türkischen U17 Dritte.

## Beachhandball
In Montenegro nahm Coşkunsu 2018 erstmals als Spielerin des Juniorinnen-Nationalteams der Türkei an Junioreneuropameisterschaften (U18) teil. In der Vorrunde verlor Yılmaz, die im Beachhandball auf der zentralen Defensivposition eingesetzt wird und sich nur selten in die Offensive einschaltet, gegen Spanien, Ungarn, Italien und die Schweiz alle Spiele. Die Türkei musste als Gruppenletzte in die Platzierungsspiele, die in Form einer Liga ausgetragen wurden. Auch hier verlor die Türkei gegen Griechenland, Rumänien und ein zweites Mal gegen die Schweiz. Erst das letzte Spiel gegen Montenegro konnte gewonnen werden und die Türkei beendete das Turnier als Vorletzte. Coşkunsu bestritt alle sieben Spiele und erzielte dabei sechs Punkte.

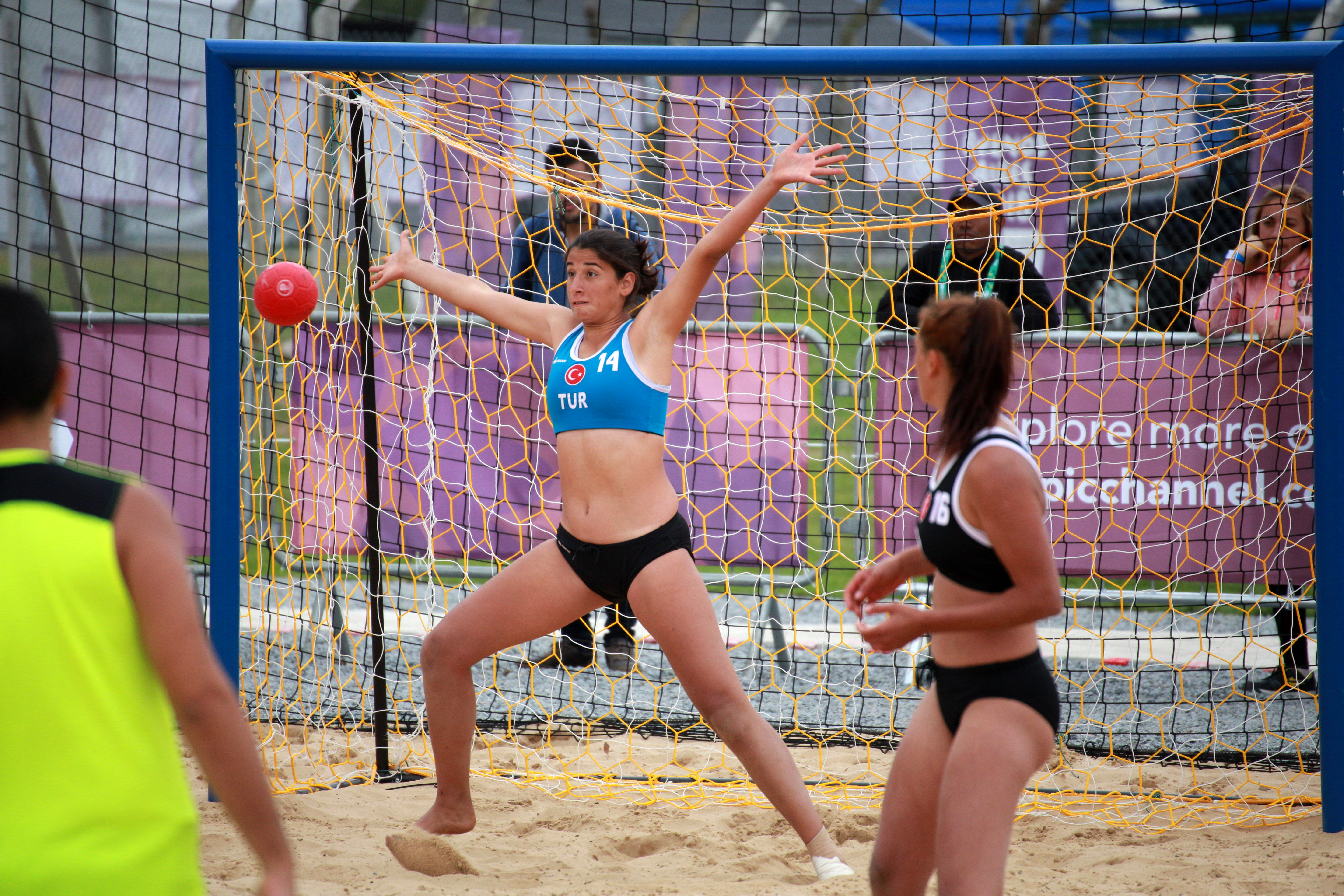
Coşkunsu bei einer Abwehraktion im Trostrundenspiel gegen Russland; im Vordergrund Ayşenur Sormaz

Obwohl die Türkei die direkte Qualifikation verpasst hatte, konnte die Türkei als nachrückende Mannschaft an den Olympischen Jugend-Sommerspielen 2018 von Buenos Aires teilnehmen, da andere qualifizierte Nationen ihre Mannschaften lieber in anderen Sportarten antreten ließen und abgesehen von den Gastgebern jede Nation nur zwei Mannschaften pro Geschlecht bei den Spielen starten lassen durften. In Argentinien bildeten Coşkunsu mit Sude Karademir das türkische Torhüter-Duo. Das erste Spiel gegen die Gastgeberinnen endete mit einer klaren Niederlage in zwei Sätzen. Auch das zweite Spiel gegen Venezuela ging verloren. Auch das Spiel gegen die Mitfavoritinnen aus den Niederlanden wurde klar verloren. Gegen Paraguay konnte immerhin der erste Satz des Turniers gewonnen werden, dennoch verlor die Türkei im Shootout. Gegen die Mannschaft Hongkongs konnte das erste Spiel des Turniers in zwei knappen Abschnitten gewonnen werden. In der Tabelle der Vorrundengruppe waren die Türkinnen dank des Sieges Vorletzte geworden und standen nun in der Platzierungsrunde. Coşkunsu war in den meisten Spielen die zweite Torhüterin hinter Karademir und hatte selten nennenswerte Quoten, in einigen Spielen hatte sie keine Torhüteraktionen.

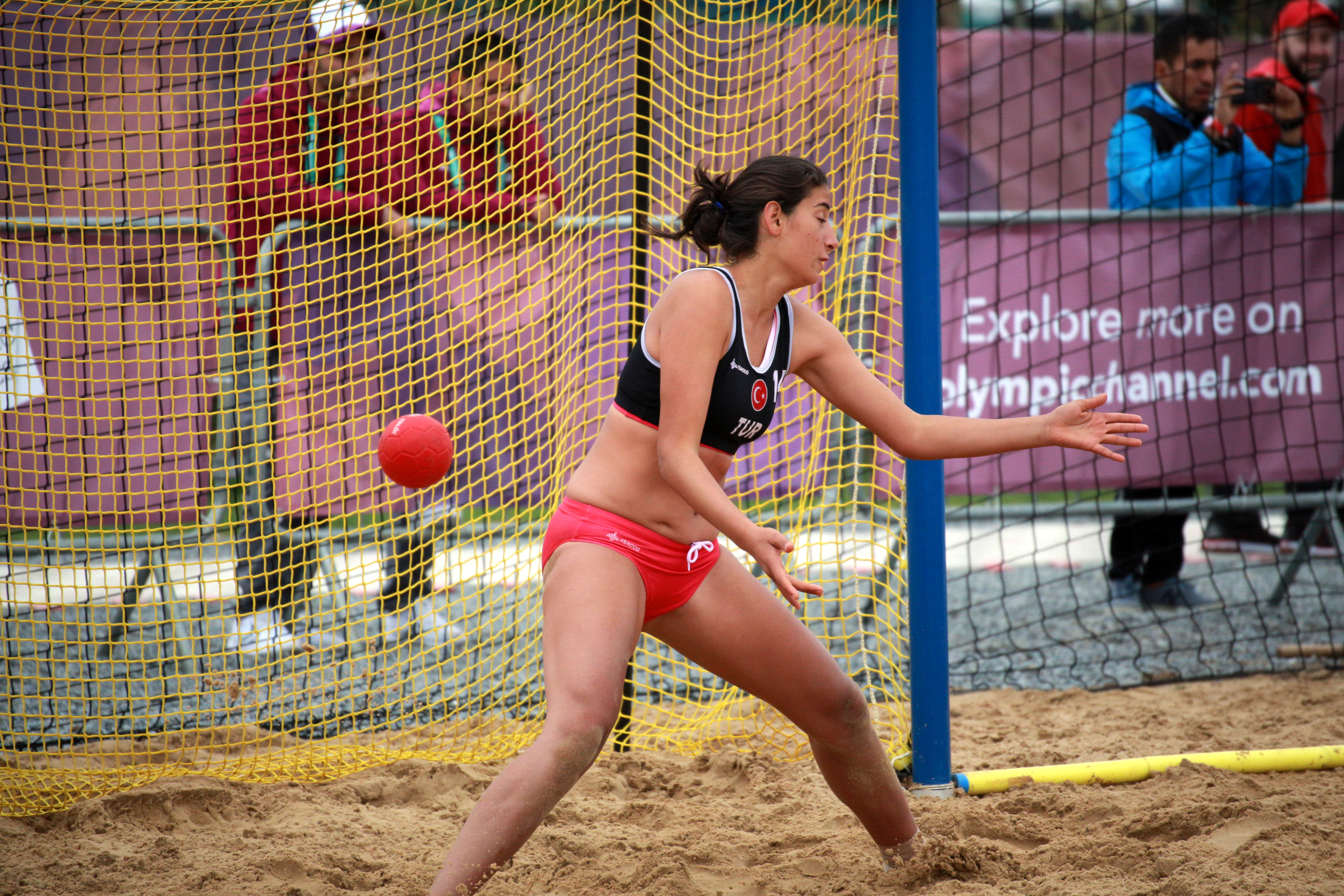
Coşkunsu muss einen Gegentreffer im Spiel gegen Mauritius hinnehmen

Deutlicher war der Sieg im nächsten Spiel gegen Amerikanisch-Samoa. Coşkunsu konnte drei von sieben gegnerischen Würfen halten und hatte damit eine hohe Quote. Daneben gab sie einen Assist und wurde einmal Strafstoßreif gefoult. Gegen Russland gab es wieder eine deutliche Niederlage. Coşkunsu hielt fünf von 17 gegnerischen Würfen und war damit erneut relativ erfolgreich. Das letzte Spiel in der Platzierungsgruppe war erneut ein deutlicher Sieg über Mauritius, Coşkunsu konnte in diesem Spiel sogar 75 % der gegnerischen Würfe halten. Mit insgesamt sechs Punkten wurde die Türkei Dritte der Platzierungsrunde und musste im Spiel um Platz neun erneut gegen Hongkong antreten, das dieses Mal deutlich geschlagen wurde. Coşkunsu konnte fast 60 % der gegnerischen Würfe halten. Sie erzielte im Turnierverlauf acht Punkten in neun Spielen und hatte vor allem nach der Vorrunde mehr Spielanteile.

## Einzelbelege
1. ↑  Haber Servisi: Araç Belediyespor’un büyük başarısı | Kastamonu Gazetesi - Kastamonu ve Bölge Haberleri, Kastamonuspor, Şehir Gündemi ve Son Dakika Haberleri. Abgerufen am 14. Mai 2021 (türkisch).
2. ↑  Hentbolhaber Net : Türkiye`nin En Güncel Hentbol Haber Sitesi: Araç Belediyespor 8 oyuncu ile 3 yıllık anlaşma yaptı. In: HentbolHaber.Net. 10. Juli 2020, abgerufen am 14. Mai 2021.
3. ↑  European Handball Federation - 2017 W17 CHAMPIONSHIP / Championship - LTU. Abgerufen am 10. Mai 2021 (englisch).
4. ↑  European Handball Federation - 2018 Women's ECh Beach Handball 18 / Final Tournament. Abgerufen am 29. Juni 2020 (englisch).
5. ↑  2018 Summer Youth Olympics Official Result Book Beach handball

| Personendaten    | Personendaten                                  |
| ---------------- | ---------------------------------------------- |
| NAME             | Coşkunsu, Ceyhan                               |
| ALTERNATIVNAMEN  | Coskunsu, Ceyhan                               |
| KURZBESCHREIBUNG | türkische Handball- und Beachhandballspielerin |
| GEBURTSDATUM     | 14. Mai 2002                                   |